# Robert Stern
Robert Lewis Stern (Paterson (New Jersey), 1 februari 1934 – Amherst, 29 augustus 2018) was een Amerikaans componist en muziekpedagoog.

## Levensloop
Stern studeerde aan de Universiteit van Rochester in Rochester (New York), aan de befaamde Eastman School of Music in Rochester (New York) en aan de Universiteit van Californië - Los Angeles. Zijn leraren waren onder andere Louis Mennini, Kent Kennan, Wayne Barlow, Lukas Foss en Howard Hanson.
Stern was resident composer aan de Yale School of Music in New Haven (Connecticut) aan het Haverford College en aan het Hampshire College. Hij was docent en later professor voor muziektheorie en compositie aan de Universiteit van Massachusetts (UMass) in Amherst (Massachusetts). 
Als componist kreeg hij verschillende prijzen en onderscheidingen zoals van de National Endowment for the Arts, de Library of Congress, de Massachusetts Council on the Arts and Humanities, het United States Holocaust Memorial Museum en de Martha Baird Rockefeller Fund for Music. Zijn werken werden niet uitsluitend in de Verenigde Staten maar ook in Japan en Israël uitgevoerd. 

## Composities

### Werken voor orkest
- 1956 In Memoriam Abraham, voor strijkorkest
- 1957 Credo, voor orkest
- 1958 rev.1961 Finale uit de ballet suite "Fort Union", voor orkest
- 1960 Grant Us Peace, voor orkest
- 1961 Symfonie, voor orkest
- 1972 Carom, voor orkest en geluidsband
- 1978 rev.1984 Yam Hamelach "The Dead Sea", voor orkest
- 1998 Hazkarah, voor cello en strijkorkest
- 1998 Shofar: Prelude and Duet, voor sopraan, tenor en orkest
- 2001 Elegy I, voor solo viool en strijkorkest

### Werken voor harmonieorkest
- 1990 Ultima Fantasia, voor harmonieorkest

### Cantates, Oratoria
- 1985 A Rushing of New Waters, cantate voor sopraan solo, vrouwen koor, piano, bells en spreker
- 2006 Shofar, oratorium in vier delen voor sopraan, tenor en twee bas-bariton, gemengd koor en orkest - libretto: Catherine Madsen - première: 5 november 2006, Cambridge (Massachusetts), Sanders Theatre
  1. Tekiah
  2. Shevarim
  3. Teruah
  4. Tekiah g'dolah

### Werken voor koren
- 1960-1962 Three English Madrigals, voor gemengd koor
- 1961 Five Madrigals, voor gemengd koor
  1. My mistress frowns
  2. Poor is the life
  3. The Silver Swan
  4. Voyci le verd et beau may
  5. Quivi sospiri
- 1970 rev.1972 Three Chinese Poems, voor dubbel vrouwenkoor, altviool, piano/celesta, slagwerk en gleuidsband - tekst: Wang Wei en Wang
- 1981 Three Poems, voor kamerkoor, 2 hobo's en piano - tekst: Ruth Whitman
- 1985 The Seafarer, voor kamerkoor en piano - tekst: Joseph Langland
- 1987 My Daughter the Cypress, voor vrouwenkoor, altviool en piano - tekst: Ruth Whitman
- 1989 Two Poems, voor kamerkoor, hoorn en slagwerk - tekst: Richard Wilbur
- 1990 Adon Olam "Lord of the World" uit de cantate "A Rushing of New Waters", voor tweestemmig vrouwenkoor en piano
- 1994 Through My Song, voor gemengd koor, vier trombones en orgel - tekst: Frederick Tillis
- 1994 Returning the Song, voor gemengd koor en kamerorkest
- 1995 Bench Verses, voor kamerkoor - tekst: Jane Cooper
- The Silver Swan, voor vijfstemmig gemengd koor

### Vocale muziek
- 1961-1962 Three Songs, voor sopraan en piano - tekst: anonieme Joodse gevangenen
- 1966 Music, voor sopraan en hoorn
- 1967 Terezín, zangcyclus voor sopraan, cello en piano - tekst: gebaseerd op gedichten en tekeningen uit het Concentratiekamp Theresienstadt 1942-1944
- 1974 Blood and Milk Songs, zangcyclus voor sopraan, mezzosopraan en kamerensemble - tekst: Ruth Whitman
- 1985-2000 O tu cara scienzia mia musica, 14e-eeuws madrigaal naar Florentia voor twee solostemmen (sopraan of tenor en bas) en instrumentaal ensemble  
  1. Ancora una fantasia, voor dwarsfluit (piccolo), saxofoon (sopraan en alt), trombone en contrabas
  2. Deploration, voor hobo, altsaxofoon, trombone en contrabas
  3. Fantasia (ancora?), voor klavecimbel
  4. Ultimissima Fantasia, voor viola da gamba en klavecimbel
  5. Ultima Fantasia, voor blazersensemble
- 1989 Two Hebrew Songs, voor sopraan en piano
- 1990 Three Lullabies, voor gemengde stemmen en piano
  1. By the Cradle of Yankele (Unter Yankele's Vigele), voor tenor en bas
  2. Di-di-di-di-di, voor sopraan en alt
  3. O Little Bird of Mine (Oi Shlof Main Feigele), voor sopraan, alt, tenor en bas
- 1990 Voices from Terezín, twee liederen voor sopraan en strijkkwartet - tekst: Gertrud Kantorowicz, Ilse Blumenthal-Weiss
- 1993 Voices from Terezín, voor sopraan en orkest - tekst: Gertrud Kantorowicz, Ilse Blumenthal-Weiss
- 1995 My Blue Piano, voor sopraan, tenor en piano - tekst: Else Lasker-Schueler
- 1999 rev.2003 Du bist wie eine Blume, voor sopraan en piano - tekst: Mina Paechter
- 2004 Nigun, voor sopraan en mezzosopraan

### Kamermuziek
- 1960 rev.1964 Strijkkwartet nr. 1
- 1963 Playground, voor dwarsfluit, contrabas en slagwerk
- 1965 A Little Bit of Music, voor twee klarinetten
- 1969 rev.1981 Night Scene - Lullaby and Goodnight, voor viool, piano en elektronische klanken
- 1979 Fantasy on "Oseh Shalom", voor viool en piano
- 1980-1982 Cross Country, voor contrabas en piano
- 1981 After the Sea, voor kamerensemble (2 dwarsfluiten, hobo, 2 klarinetten, fagot, 2 hoorns, trompet en trombone)
- 1983 Aground on Starlake, voor contrabas en piano
- 1986 Elegy - In memory of Julian Olevsky, voor cello en piano
- 1986 To Celebrate the Birth of Daphni, voor hobo, klarinet, slagwerk (1 speler), harp en strijkkwartet
- 1992 Duo, voor viool en piano
- 1994-1995 Terezín, voor cello en piano
- 1996 Fantasy Variations on a Maccabee Song, voor cello, contrabas en piano
- 1998 Hazkarah "In Memoriam", voor cello en piano
- 2000 Fantasy Piece, voor klarinet, altviool en piano
- 2003 Elegy I, voor viool en piano
- 2008 Meditation on "Eternal Father, Strong to Save", voor cello en piano
- Ancora una fantasia, voor dwarsfluit (piccolo), saxofoon, trombone, contrabas en slagwerk

### Werken voor orgel
- 1992 Rhapsody on Peace - Prelude on "Oseh Shalom"

### Werken voor piano
- 1953 Sonata
- 1959 Miniatures
- 1963 Dance Suite
- 1969 rev.2001 Fantasy Piece - In memory of Howard Lebow
- 1989 Two Ballads
- Variations sobre el tema de "Arrorró"

### Werken voor slagwerk
- 2004 Bali Thai, voor slagwerk-duo